# Лаванда (спецподразделение)
Горнострелковая рота специального назначения «Лава́нда» (укр. Гірськострілецька рота спеціального призначення «Лаванда») — горнострелковая рота специального назначения внутренних войск МВД Украины, основными задачами которой являются проведение антитеррористических мероприятий в горной местности, ликвидация бандформирований и борьба с диверсионной деятельностью, а также, в условиях вооруженного конфликта на территории Украины захват и удержание перевалов до подхода основных сил, охрана и оборона особо важных объектов в горной местности, разведывательно-диверсионные мероприятия на временно оккупированной территории.

## История
В 1996 году по инициативе командующего войсками Национальной гвардии Украины генерал-полковника А.Я. Чаповского, под влиянием российского опыта в Чечне, в Крыму в составе 7-й дивизии НГУ были сформированы два горнострелковых батальона Национальной гвардии Украины: «Кобра» в Балаклаве и «Лаванда» в Симферополе. Батальоны создавались как горная разведка и десантно-штурмовые подразделения, способные осуществлять обходные манёвры и захват флангов противника, проникновение в его тыл и завладение перевалами, мостами, командными пунктами, осуществлять разведывательные, контрразведывательные диверсионные мероприятия.
К их подготовке привлекли в качестве инструкторов опытных членов симферопольского клуба спелеологии.
30 января 2000 года Национальная гвардия Украины была расформирована, батальоны «Лаванда» и «Кобра» были переданы в ведение Внутренних войск МВД Украины. С переходом в состав внутренних войск функции батальонов несколько видоизменились: горных стрелков стали обучать поиску и приемам ликвидации бандформирований, террористических группировок в горах.
В 2003 году батальон «Лаванда» двухротного состава был сокращён до отдельной роты «Лаванда» за счёт расформирования второй роты, комплектовавшейся военнослужащими срочной службы, выполнявшими функции обеспечения.
В дальнейшем, рота «Лаванда» была переформирована в отряд специального назначения «Лаванда» 21-го батальона специального назначения (воинская часть № 3009 внутренних войск МВД Украины) Крымского территориального командования внутренних войск МВД Украины.

## Задачи, специфика подготовки
Основными задачами подразделения является поиск и уничтожение незаконных вооруженных формирований в горной местности, освобождение заложников, задержание или ликвидация особо опасных преступников, борьба с диверсионно-разведывательными подразделениями противника. В условиях возникновения вооружённого конфликта, «Лаванда» способна выполнять общевойсковые функции глубинной разведки и диверсионного подразделения. Кроме того, бойцы обучены, в случае возникновения необходимости, охране и обороне особо важных объектов, обеспечению безопасности особо важных физических лиц.
Благодаря профессионализму, военнослужащие «Лаванда» пользовались высоким авторитетом среди подразделений внутренних войск Украины. Служить в этом подразделении большая честь. Уровень подготовки во время учений и показательных выступлений не раз заставлял удивиться наблюдателей и условного противника, которого играли достаточно подготовленные бойцы спецназа армии, флота, СБУ. «Лаванда» могла внезапно появиться совсем в неожиданном месте, неудобное для противника время и нанести удар.

## Комплектование
Комплектование производится на контрактной основе.
В роту на конкурсной основе подбираются кандидаты, имеющие высокую физическую и альпинистскую подготовку, в совершенстве владеющие стрелковым оружием, приемами рукопашного боя, прошедшими срочную службу в других спецподразделениях ВВ МВД (как правило, в «Кобре»). В течение первого месяца новобранца подвергают интенсивным физическим и психологическим нагрузкам. Не все выдерживают этот период, остаются самые сильные.

## Специфика боевой подготовки
Учитывая задачи, которые призваны выполнять бойцы подразделения, боевая и физическая подготовка строится соответствующим образом. Основные дисциплины — альпинистская, физическая, парашютно-десантная, огневая подготовка, рукопашный бой. График занятий сжат и носит интенсивный характер. Уровень занятий по физической подготовке рассчитан на лиц, обладающих высокой выносливостью. Как и в других спецподразделениях ВВ МВД Украины, в «Лаванде» раз в год проходят испытания на право ношения крапового берета.

## Вооружение и снаряжение
Вооружение подразделения штатное. Часть автоматов и пистолетов имеют ПБС (прибор бесшумной стрельбы) и ПНН (прибор ночного видения).
Экипировка включает в себя предметы альпинистского снаряжения: карабины, репшнуры, ледорубы, альпенштоки, транспортировочные и спальные мешки, «кошки», лавинные лопаты и прочее (всего 44 наименования предметов индивидуального снаряжения и 20 наименований предметов снаряжения группы). Общий вес альпинистского снаряжения, который боец в полной выкладке несёт в дополнение к боевой экипировке, может достигать десяти килограмм.
Помимо гранат РГД-5 и Ф-1, на вооружении имеются гранаты РГО и РГН.

## Деятельность
Личный состав подразделения участвует в тактико-специальных и военных учениях, в том числе — совместных учениях с военнослужащими спецподразделений и иных других воинских частей вооружённых сил Украины (в частности, морской пехоты).
- так, в ноябре 1997 года батальоны «Лаванда» и «Кобра» участвовали в трёхдневных учениях в горно-лесной зоне Крымских гор по уничтожению «банды крымских сепаратистов»[6]
- 29 марта 1999 года впервые в истории Национальной гвардии Украины состоялись бригадные учения с боевой стрельбой. 7-я дивизия развернула «боевые действия» на высокогорном Ангарском полигоне в Крыму. Один батальон блокировал «банду боевиков» в горном массиве, а бойцы обоих горнострелковых батальонов штурмовали скалы, вытесняя «банду» на заранее подготовленную огневую позицию бригады (зенитно-артиллерийский и пушечный противотанковый дивизионы, миномётная батарея, танки и БМП). Кроме этого в учениях участвовали спецназ Главного управления «А» СБУ, силы Государственной службы охраны и пограничники[7].
- в июне 2003 года бойцы батальона участвовали в учениях спецподразделений СБУ и внутренних войск «Азов-антитеррор-2003»[8]

## Видео
- Горно-пехотные подразделения ВС Украины